# Eccidio di Braccano
L'eccidio di Braccano avvenne il 24 marzo 1944 nei pressi del paese di Braccano, frazione del comune di Matelica nelle Marche: truppe delle SS e della Wehrmacht tedesca spalleggiate da contingenti delle Brigate nere e della Guardia Nazionale Repubblicana della Repubblica di Salò lanciarono un'operazione di rastrellamento contro le locali bande partigiane della Resistenza italiana; cinque partigiani (tra cui il parroco di Braccano Don Enrico Pocognoni) e un civile furono uccisi una volta fatti prigionieri dalle truppe nazi-fasciste.